# آلموند جوی
آلموند جوی (به انگلیسی: Almond Joy) یک شیرینی تخته ای است که توسط هرشیز ساخته می‌شود و از نارگیل خرد شده و شیرین شده و بادام کامل با شکلات شیری تشکیل شده‌است. این شرکت همچنین یک تخنه شیرینی مشابه با نارگیل و پوشیده از شکلات تلخ با نام ماوندز (به انگلیسی: Mounds) را تولید می‌کند. این دو محصول دارای بسته‌بندی و طراحی آرم مشترک هستند که در آلموند جوی از طرح رنگ آبی و در ماوندز از رنگ قرمز استفاده می‌شود.